# 小屯站 (昆明市)
小屯站是昆明地铁4号线的地铁车站，位于中华人民共和国云南省昆明市五华区二环北路与普吉路与交叉口西北侧，于2020年9月23日开通。

## 车站结构
小屯站位于二环北路与普吉路与交叉口西北侧，沿二环北路路北设置，呈东西走向，为地下两层岛式站台车站，车站长185米，标准段宽21米，车站地下一层为站厅层，地下二层为站台层，站台设置全高站台门。
| 地面              | 出入口 | A、B、C出入口 |
| 地下一层          | 站厅   | 客服中心、自动售票机、验票机                                                                                        |
| 地下二层          | 站台   | \| \| \| █ 4号线往金川路（海屯路） \| \| 島式 · 開左邊车门 \| \| \| \| \| \| █ 4号线往昆明南火车站（金鼎山北路） \| |
|                   |        | █ 4号线往金川路（海屯路）                                                                                           |
| 島式 · 開左邊车门 |        | |
|                   |        | █ 4号线往昆明南火车站（金鼎山北路）                                                                                 |

## 出入口
小屯站共有3个出入口，各出口及周围设施如下所示：
| 编号                  | 地点             | 建议前往的目的地                                               | 照片 |
| --------------------- | ---------------- | -------------------------------------------------------------- | ---- |
| 出口 · A              | 二环北路         | 思普科技大楼、云铜科技大厦、昆明市老年人公寓、昆明市社会福利院 |      |
| 出口 · B · 升降机标志 | 普吉路、二环北路 | 青岛扎啤美食广场、百年·明日城市、都市春天、兆城花园            |      |
| 出口 · C              | 普吉路           | 保利大家、云南交通员职业技术学院普吉校区、中产·花香四季        |      |
| 註： 設有             |                  |                                                                |      |

## 接驳交通

### 公交车
- 交通学校：1路，8路，151路，153路，189路，C21路，C3路，DZ35路，DZ52路，K2路

## 车站历史
- 2018年2月10日，车站主体结构封顶[2]。
- 2020年9月23日，车站随4号线通车开通[1]。